# Coppa Montenero 1932
La Coppa Montenero 1932 est un Grand Prix qui s'est tenu sur le circuit de Livourne le 31 juillet 1932.

## Grille de départ
| Voitures de plus de 1 100 cm3  | Voitures de plus de 1 100 cm3 | Voitures de plus de 1 100 cm3 | Voitures de plus de 1 100 cm3 | Voitures de plus de 1 100 cm3 |
| 1re ligne                      | Pos. 3                        | Pos. 2                        | Pos. 1                        |                               |
| ------------------------------ | ----------------------------- | ----------------------------- | ----------------------------- | ----------------------------- |
|                                | Rondina OM                    | Varzi Bugatti                 | Corsi Maserati                |                               |
| 2e ligne                       | Pos. 6                        | Pos. 5                        | Pos. 4                        |                               |
|                                | Fontana Alfa Romeo            | Castelbarco Maserati          | Biondetti MB-Maserati         |                               |
| 3e ligne                       | Pos. 9                        | Pos. 8                        | Pos. 7                        |                               |
|                                | Gazzabini Alfa Romeo          | Balestrero Maserati           | Orsini Maserati               |                               |
| 4e ligne                       | Pos. 12                       | Pos. 11                       | Pos. 10                       |                               |
|                                | Taruffi Alfa Romeo            | Nuvolari Alfa Romeo           | Campari Alfa Romeo            |                               |
| 5e ligne                       | Pos. 15                       | Pos. 14                       | Pos. 13                       |                               |
|                                | D'Ippolito Alfa Romeo         | Ghersi Alfa Romeo             | Borzacchini Alfa Romeo        |                               |
| 6e ligne                       |                               | Pos. 17                       | Pos. 16                       |                               |
|                                |                               | Premoli PBM-Maserati          | Brivio Alfa Romeo             |                               |
| Voitures de moins de 1 100 cm3 |                               |                               |                               |                               |
| 7e ligne                       | Pos. 3                        | Pos. 2                        | Pos. 1                        |                               |
|                                | Matrullo Maserati             | Del Re Fiat-Lombard           | Cerami Maserati               |                               |
| 8e ligne                       | Pos. 6                        | Pos. 5                        | Pos. 4                        |                               |
|                                | Ruggeri Maserati              | « Cambi » Salmson             | Pratesi Salmson               |                               |

Note : les voitures sont, à l'époque, positionnées sur la grille de départ en fonction de leur numéro qui est lui-même déterminé par tirage au sort. Devant le manque de concordance des différentes sources, les positions sur la grille de départ sont reconstituées selon cette logique et indiquées sous réserves.

## Classement de la course du premier groupe
| Pos. | no | Pilote              | Écurie           | Châssis              | Tours | Temps/Abandon                 | Grille |
| ---- | -- | ------------------- | ---------------- | -------------------- | ----- | ----------------------------- | ------ |
| 1    | 30 | Tazio Nuvolari      | S.A. Alfa Romeo  | Alfa Romeo Tipo B    | 10    | 2 h 18 min 19 s 4 (86,8 km/h) | 11     |
| 2    | 36 | Baconin Borzacchini | S.A. Alfa Romeo  | Alfa Romeo Tipo B    | 10    | + 25 s 6                      | 13     |
| 3    | 26 | Giuseppe Campari    | S.A. Alfa Romeo  | Alfa Romeo 8C 2300   | 10    | + 2 min 18 s 6                | 10     |
| 4    | 4  | Achille Varzi       | Privé            | Bugatti T51          | 10    | + 2 min 32 s 6                | 2      |
| 5    | 34 | Piero Taruffi       | Scuderia Ferrari | Alfa Romeo 8C 2300   | 10    | + 6 min 10 s 6                | 12     |
| 6    | 42 | Pietro Ghersi       | Scuderia Ferrari | Alfa Romeo 8C 2300   | 10    | + 6 min 35 s 6                | 14     |
| 7    | 46 | Antonio Brivio      | Scuderia Ferrari | Alfa Romeo 8C 2300   | 10    | + 6 min 36 s 6                | 16     |
| 8    | 44 | Guido D'Ippolito    | Scuderia Ferrari | Alfa Romeo 8C 2300   | 10    | + 9 min 24 s 6                | 15     |
| 9    | 16 | Renato Balestrero   | Privé            | Alfa Romeo 8C 2300   | 10    | + 20 min 37 s 6               | 8      |
| 10   | 10 | Luigi Castelbarco   | Privé            | Maserati 26M         | 10    | + 21 min 25 s 6               | 5      |
| Nc.  | 4  | Silvio Rondina      | Privé            | OM 665               | 9     | Non classé                    | 2      |
| Nc.  | 20 | Secondo Corsi       | Privé            | Maserati 26          | 9     | Non classé                    | 1      |
| Abd. | 8  | Clemente Biondetti  | Privé            | MB Speciale-Maserati | 7     | Moyeu                         | 4      |
| Abd. | 12 | Eugenio Fontana     | Privé            | Alfa Romeo 8C 2300   | 6     |                               | 6      |
| Abd. | 14 | Vittoria Orsini     | Privée           | Maserati 26          | 3     |                               | 7      |
| Abd. | 50 | Luigi Premoli       | Privé            | PBM-Maserati         | 1     | Accident                      | 17     |
| Abd. | 18 | Carlo Gazzabini     | Privé            | Alfa Romeo 8C 2300   |       |                               | 9      |
| Np.  | 20 | Giovanni Salvati    | Privé            | Alfa Romeo 6C 1750   |       | Non partant                   |        |
| Np.  | 22 | Renato Cappagli     | Privé            | Bugatti T35B         |       | Non partant                   |        |
| Np.  | 24 | Umberto Berti       | Privé            | Alfa Romeo 6C 1750   |       | Non partant                   |        |
| Np.  | 28 | Giovanni Minozzi    | Privé            | Bugatti T35C         |       | Non partant                   |        |
| Np.  | 32 | Carlo Gazzaniga     | Privé            | Bugatti T35B         |       | Non partant                   |        |
| Np.  | 38 | Mario Tadini        | Privé            | Alfa Romeo 8C 2300   |       | Non partant                   |        |
| Np.  | 40 | Julio Villars       | Équipe Villars   | Alfa Romeo 6C 1750   |       | Non partant                   |        |
| Np.  | 48 | Renato Danese       | Privé            | Bugatti T35C         |       | Non partant                   |        |
| Np.  | 52 | Ferdinando Barbieri | Privé            | Maserati 26          |       | Non partant                   |        |

- Légende: Abd.=Abandon - Nc.=Non classé - Np.=Non partant.

## Classement de la course du deuxième groupe
| Pos. | no | Pilote             | Écurie                    | Châssis            | Tours | Temps/Abandon                  | Grille |
| ---- | -- | ------------------ | ------------------------- | ------------------ | ----- | ------------------------------ | ------ |
| 1    | 60 | Domenico Cerami    | Privé                     | Maserati 4CM       | 8     | 2 h 8 min 29 s (74,7 km/h)     | 1      |
| 2    | 64 | Francesco Matrullo | Privé                     | Maserati 4CM       | 8     | + 1 min 32 s                   | 3      |
| 3    | 74 | Albino Pratesi     | Privé                     | Salmson            | 8     | + 5 min 4 s                    | 4      |
| 4    | 62 | Luigi del Re       | Privé                     | Fiat-Lombard       | 8     | + 5 min 55 s                   | 2      |
| Abd. | 82 | Amedeo Ruggeri     | Officine Alfieri Maserati | Maserati 26C       | 5     |                                | 6      |
| Abd. | 68 | « Cambi »          | Privé                     | Salmson            | 3     | Tuyau d'huile                  | 5      |
| Np.  | 66 | « Savelli »        | Luigi Platé               | Talbot 700         |       | Non partant                    |        |
| Np.  | 68 | « Levi »           | Privé                     | Salmson            |       | Non partant                    |        |
| Np.  | 70 | Carlo Gazzabini    | Privé                     | Alfa Romeo 6C 1500 |       | Partant dans le premier groupe |        |
| Abd. | 72 | Giulio Aymini      | Privé                     | Monaco-Jap         |       | Non partant                    |        |
| Np.  | 76 | Luigi Platé        | Privé                     | Talbot 700         |       | Non partant                    |        |
| Abd. | 80 | Filippo Ardizzone  | Privé                     | Fiat               |       | Non partant                    |        |
| Abd. | 84 | Renato Cappagli    | Privé                     | Bugatti            |       | Non partant                    |        |

## Pole position et record du tour
- Première manche
  - Pole position :  Secondo Corsi (Maserati) attribué par ballotage
  - Meilleur tour en course :  Tazio Nuvolari (Alfa Romeo) en 13 min 42 s 2 (87,6 km/h) au troisième tour.
- Deuxième manche
  - Pole position :  Domenico Cerami (Maserati) attribué par ballotage
  - Meilleur tour en course :  Domenico Cerami (Maserati) en 15 min 53 s 8 (75,5 km/h) au troisième tour.